# Narval (1899)
Narval (Q4) – francuski okręt podwodny z końca XIX wieku, jedna z pierwszych konstrukcji okrętów tej klasy. Zaprojektowany przez Maxime'a Laubeufa jako dysponujący możliwością zanurzania kuter torpedowy, wprowadził rewolucyjne w tym czasie rozwiązanie konstrukcyjne w postaci wewnętrznego kadłuba sztywnego otoczonego kadłubem lekkim.
W 1898 roku Marine nationale ogłosiła międzynarodowy konkurs na projekt okrętu podwodnego, którego zwycięzcą została prawdziwie rewolucyjna konstrukcja Maxime'a Laubeufa o nazwie „Narval”. Mimo że wiele rozwiązań konstrukcyjnych tego okrętu nie przeżyło samej jednostki, Laubeuf po raz pierwszy zastosował w nim fundamentalne dla rozwoju tej klasy okrętów rozwiązanie – podwójny kadłub złożony z wewnętrznego kadłuba sztywnego (ciśnieniowego) oraz zewnętrznego kadłuba lekkiego. Zadaniem pierwszego z nich było wytrzymanie ciśnienia wody, podczas gdy zadaniem zewnętrznego kadłuba lekkiego było polepszenie możliwości w zakresie pływania na powierzchni. Pomiędzy kadłubami znajdowały się zbiorniki balastowe i trymujące. Taka konfiguracja kadłuba dominowała w budownictwie okrętów podwodnych aż do zakończenia II wojny światowej. Podobnie jak wszystkie okręty podwodne świata w ciągu następnych niemal 50 lat, „Narval” był jednak w rzeczywistości okrętem nawodnym - dokładnie, kutrem torpedowym - zaopatrzonym w możliwość zanurzenia na bardzo krótki czas w celu wykonania ataku torpedowego lub ucieczki.

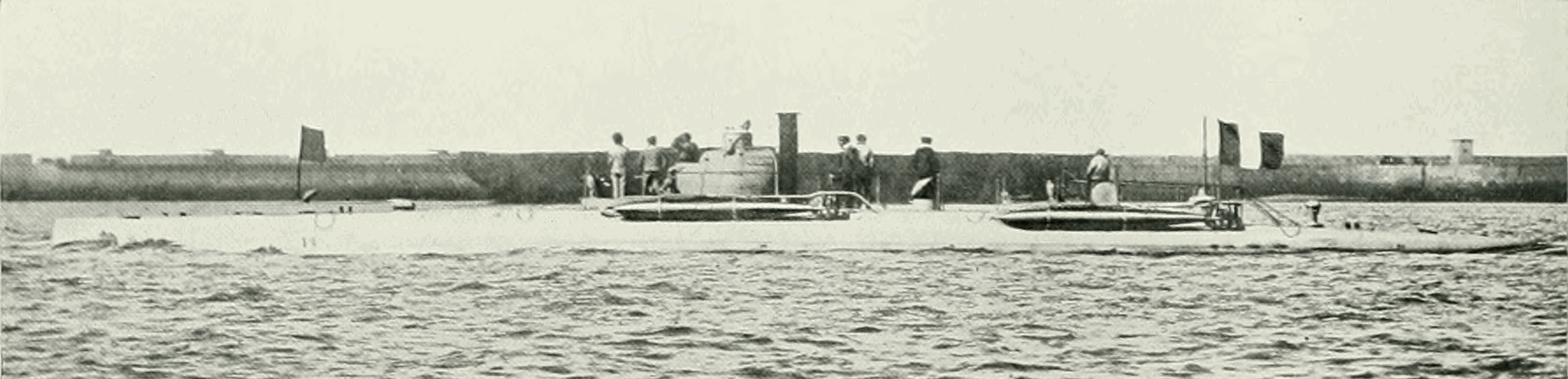
Narval z widoczną bakburtową parą wyrzutni torpedowych systemu Drzewieckiego.

Jak wiele francuskich okrętów w ciągu następnych 25 lat, „Narval” był wyposażony w spalający olej silnik parowy – marynarka francuska niechętnie bowiem podchodziła do wykorzystania silników spalinowych z uwagi na ryzyko eksplozji paliwa. Nadto nie dysponowała w tym okresie wystarczająco mocnym silnikiem Diesla. System uzbrojenia okrętu tworzyły cztery wyrzutnie torpedowe systemu Drzewieckiego kalibru 450 mm.
Podstawowym akwenem operacyjnym „Narvala” był kanał La Manche oraz północny Atlantyk. Jednostka została wycofana ze służby 3 września 1909 roku, jakkolwiek fragmenty jego kadłuba były używane dla celów eksperymentalnych aż do 6 lutego 1920 roku, po czym zostały sprzedane.